# Manda (île)
Pour les articles homonymes, voir Manda.
Manda (kisiwa cha Manda en swahili) est une île de l'océan Indien, située dans l'archipel de Lamu sur la « côte Nord » du Kenya.
Elle est séparée du continent par un chenal maritime naturel reliant celui de Mkanda à la baie de Manda et dont la largeur varie entre 30  et   390 mètres. Elle est aussi séparée de l'île de Lamu par le chenal naturel de Mkanda d'une largeur variant entre 900  et   1 500 mètres. Aucun pont ne relie l'île à une autre terre émergée mais un service de navettes fluviales connecte l'aérodrome régional de Manda à la ville de Lamu.
Hormis quelques familles d'agriculteur établies dans le sud de l'île, celle-ci ne recense pas d'habitants permanents. Cependant, quelques hôtels et villages de vacances sont établis, au sud-ouest le long du chenal de Mkanda et face au village de Shela, au lieu-dit Majlis ainsi que, au nord, au cap de Kilindini.
Le port de Takwa et la ville de Manda étaient connus au IXe siècle pour leur prospérité. Les deux sites ont probablement été abandonnés dans la première moitié du XIXe siècle à cause d’un manque d’eau. Dans les années 1960 le ministère de l’agriculture kényan a recommandé la construction de plusieurs retenues des eaux de pluie nommées jabias. Deux jabias ont été construites, plusieurs familles se sont installées sur l’île et y cultivent maïs, manioc, sésame et coton.